# Brachypeza flavipennis
Brachypeza flavipennis är en tvåvingeart som beskrevs av Toyohi Okada 1938. Brachypeza flavipennis ingår i släktet Brachypeza och familjen svampmyggor. Inga underarter finns listade i Catalogue of Life.